# 678
678 (DCLXXVIII) var ett normalår som började en fredag i den julianska kalendern.

## Händelser

### Juni
- 27 juni – Sedan Donus har avlidit den 11 april väljs Agatho till påve.

## Födda
- K'inich Ahkal Mo' Naab III, mayahövding.

## Avlidna
- 11 april – Donus, påve sedan 676.